# Codigoro
Codigoro là một đô thị ở tỉnh Ferrara, vùng Emilia-Romagna của Italia, nằm ở vị trí cách khoảng 70 km về phía đông bắc của Bologna và khoảng 40 km về phía đông của Ferrara. Tại thời điểm ngày 31 tháng 12 năm 2004, đô thị này có dân số là 12.883 người và diện tích là 169,8 km².
Đô thị Codigoro có các frazioni (các đơn vị cấp dưới, chủ yếu là các làng) Caprile, Italba, Mezzogoro, Pomposa, Pontelangorino, Pontemaodino, Torbiera, và Volano.
Codigoro giáp các đô thị: Berra, Comacchio, Goro, Jolanda di Savoia, Lagosanto, Massa Fiscaglia, Mesola, Migliarino.